# La neige était sale
Pour les articles homonymes, voir La neige était sale (homonymie).
La neige était sale est un roman de Georges Simenon écrit à Tucson (Arizona) et paru en 1948

## Résumé
Sous l'occupation d'une armée étrangère jamais précisément identifiée mais qu'on imagine allemande, Frank Friedmaier vit dans une oisiveté dorée, chez sa mère, tenancière de bordel, faisant l'amour avec les filles de la maison ou les épiant, avec les clients, par le vasistas de la cuisine.
Parmi les comparses plus ou moins louches qu'il fréquente au bar-restaurant de Timo, figure Fred Kromer, personnage fangeux, criminel au besoin. Sur son incitation, Frank poignarde, par défi et par jeu, un officier de l'armée d'occupation et lui vole son revolver qu'il convoitait. Puis, à la suite d'un marché conclu avec Kromer, qui procure des montres de collection à un général ennemi, il s'introduit à l'horlogerie Vilmos, qu'il fréquentait dans son enfance : comme la sœur de l'ancien horloger l'a reconnu, il l'abat froidement. Frank partage avec Kromer le prix des montres volées et obtient une « carte verte » de laisser-passer dont il usera au point de se rendre suspect.
Il sort avec la fille de son voisin de palier, Sissy Holst, qui l'aime ; mais il laisse à Kromer le soin de la déflorer dans l'obscurité, au terme d'une mise en scène odieuse. Sissy, qui a découvert le stratagème, en devient malade.
Les occupants finissent par arrêter Frank. Emprisonné, celui-ci tâche de se faire à sa nouvelle existence. Il résiste à toutes les questions qu'on lui pose à propos d'une affaire de billets volés et d'espionnage dans laquelle on le croit, à tort, impliqué.
Il n'avouera ses crimes, que l'ennemi ignorait jusqu'alors, qu'après que les Holst seront venus le voir : Sissy, qui l'aime toujours, lui a pardonné et son père, qui a perdu de façon dramatique un fils de son âge, lui témoigne son affection. Fort de cette double assurance, Frank affronte la mort avec courage.

## Aspects particuliers du roman
À partir d'un crime prémédité et gratuit se déclenche une série d'actes dont l'immoralité, assumée avec cynisme, fait descendre leur auteur à une abjection écœurante. C'est cependant du fond de celle-ci que sortira, comme un cadeau du destin, la réconciliation d'un être avec lui-même, racheté par un amour épuré dans l'épreuve.
La neige fournit un décor en contrepoint discret de l'action. Un unique retour en arrière fait surgir de l'enfance de Frank le souvenir d'un chat blessé, réfugié dans un arbre où nul ne pouvait l'atteindre, obsession incorporée à l'image de la jeune Sissy meurtrie.

## Fiche signalétique de l'ouvrage

### Cadre spatio-temporel
Une ville (non française) sous une occupation étrangère qu'on suppose allemande sans que le texte ne le confirme.

### Personnages
- Frank Friedmaier, nationalité non précisée, sans profession déterminée, célibataire, presque 19 ans
- Lotte, mère de Frank, patronne d'un clandé dans un immeuble privé
- Gerhardt Holst, ancien critique d'art devenu conducteur de tramway, voisin de palier de Frank
- Sissy, sa fille, 16 ans
- Fred Kromer, ami de Frank, trafiquant, 22 ans

## Éditions
- Prépublication en feuilleton dans l'hebdomadaire La Presse, du 22 juin 1948 au 24 janvier 1949  sous le titre Monsieur Holst.
- Édition originale : Presses de la Cité, 1948
- Collection Trio, Presses de la Cité, 1955
- Tout Simenon, tome 3, Omnibus, 2002  (ISBN 978-2-258-06044-9)
- Romans, tome II, Gallimard, Bibliothèque de la Pléiade, n° 496, 2003  (ISBN 978-2-07-011675-1)
- Livre de Poche, n° 35051, 2008  (ISBN 978-2-253-12330-9)
- Romans durs, tome 7, Omnibus, 2012  (ISBN 978-2-258-09394-2)
- Romans durs, tome 7, Omnibus, 2023  (ISBN 978-2-258-20264-1)

## Adaptations

### Au théâtre
- La neige était sale, pièce de Frédéric Dard et Georges Simenon, créée le 12 décembre 1950 au Théâtre de l'Œuvre. Avec Raymond Rouleau, Daniel Gélin, Lucienne Bogaërt et Jacqueline Roman.

### Au cinéma
- 1954 : La neige était sale, film français réalisé par Luis Saslavsky, avec Daniel Gélin, Valentine Tessier et Marie Mansart.

### En bande dessinée
- Jean-Luc Fromental (scénario) et Bernard Yslaire (dessin), La neige était sale, Bruxelles, Dargaud, 2024, 104 p. (ISBN 978-2-505-11580-9, OCLC 1419945807, BNF 47416628, présentation en ligne).

## Source
- Maurice Piron et Michel Lemoine, L'Univers de Simenon, guide des romans et nouvelles (1931-1972) de Georges Simenon, Presses de la Cité, 1983, p. 144-145  (ISBN 978-2-258-01152-6).